# Brigadir (Avstralija)
Brigadir (izvirno angleško Brigadier; kratica BRIG) je najvišji častniški čin Avstralske kopenske vojske in je neposredni naslednik britanskega čina brigadirja. Čin je bil uveden leta 1928.
Je enakovreden činu komodorja Kraljeve avstralske vojne mornarice in činu zračnega komodorja Kraljevega avstralskega vojnega letalstva. V Natovi strukturi činov spada v razred O-6, ki pa velja za najnižji generalski čin, kljub temu da je avstralski brigadir najvišji častnik. Podrejen je činu generalmajorja (najnižji generalski čin) in nadrejen činu polkovnika.
Oznaka čina generala so tri trikotno razporejene zvezde (red kopeli), nad katerimi se nahaja krona svetega Edvarda; torej ista kot je oznaka čina britanskega brigadirja, pri čemer ima avstralska oznaka na spodnjem delu še napis Australia. 